# Maurílio Jorge Quintal de Gouveia
Maurílio Jorge Quintal de Gouveia (Funchal, 5 de agosto de 1932 – Gaula, Santa Cruz (Madeira), 19 de março de 2019) foi um arcebispo católico português. Foi Arcebispo Auxiliar de Lisboa entre 1978 e 1981 e  Arcebispo de Évora de 1981 a 2008.

## Biografia
Ingressou no Seminário Diocesano do Funchal, vindo a receber a ordenação sacerdotal em 4 de junho de 1955. Desenvolveu o seu ministério presbiteral na diocese madeirense, desempenhando, entre outros cargos, o magistério de professor. Em 26 de novembro de 1973 foi eleito bispo titular de Sabiona e nomeado pelo Papa Paulo VI, para Bispo auxiliar do Patriarcado de Lisboa. Foi ordenado bispo na Catedral do Funchal, em 13 de janeiro de 1974.
Em 22 de março de 1978 foi nomeado arcebispo titular de Mitilene e vigário-geral do Patriarcado, cargo que desempenhou até 8 de Setembro de 1981, quando foi nomeado por João Paulo II, para a suceder a D. Frei David de Sousa como Arcebispo de Évora. Tomou posse da Arquidiocese, entrando solenemente na Catedral, a 8 de Dezembro de 1981. Desde então tem vindo a desempenhar um importante papel pastoral na arquidiocese alentejana. Em 2007, ao atingir o 75 anos de idade, segundo a lei canónica, solicitou ao Papa a sua resignação por limite de idade. Em 8 de janeiro de 2007 foi anunciado o nome do seu sucessor, ficando no cargo de Administrador Apostólico até à tomada de posse do novo Arcebispo.
Morreu a 19 de março de 2019, no Eremitério de Maria Serena, em Gaula, na Madeira, vítima de doença prolongada.